# Suceveni, Adâncata
Suceveni, întâlnit și sub forma Suceaveni (în ucraineană Сучевени, transliterat: Sucevenî, în rusă Сучевены, transliterat: Sucevenî și în germană Suczaweny) este un sat reședință de comună în raionul Adâncata din regiunea Cernăuți (Ucraina). Are 1,661 locuitori, preponderent de naționalitate română.
Satul este situat în partea de vest a raionului Adâncata, la confluența râurilor Siretul Mare și Siretul Mic. De comuna Suceveni depind administrativ satele Petriceanca și Prisăcăreni.
În perioada 1946-1995 a purtat denumirea ucraineană Șiroka Poliana (în ucraineană Широка-Поляна).

## Istorie
Localitatea Suceveni, de la înființare, face parte din regiunea istorică Bucovina a Principatului Moldovei. Prima atestare documentară a satului a fost descoperită într-un hrisov din anul 1431, emis în timpul domniei lui Alexandru cel Bun (1400-1432).
În ianuarie 1775, ca urmare a atitudinii de neutralitate pe care a avut-o în timpul conflictului militar dintre Turcia și Rusia (1768-1774), Imperiul Habsburgic (Austria de astăzi) a primit o parte din teritoriul Moldovei cunoscut sub denumirea de Bucovina. După anexarea Bucovinei de către Imperiul Habsburgic, în anul 1775, localitatea Suceveni intră în componența districtului Storojineț (în germană Storozynetz) a Ducatului Bucovinei, guvernat de către austrieci.  
Autoritățile austriece au introdus condicile bisericești, în care se înregistrau cununiile, nou născuții și decesele. Preotul satului îndeplinea și funcția de ofițer al stării civile. Conform recensământului din jurul anului 1800, satul avea 70-80 de case, iar până în 1840 numărul acestora a crescut la 100-110 case. 
Între anii 1848-1851 are loc desființarea iobăgiei în Bucovina. În anul 1860 a fost desființată prima biserică (din lemn) a satului care a fost construită, după unele estimări, în jurul anului 1350. Ulterior, s-a construit o biserică nouă ce a fost sfințită în anul 1870 de către episcopul Eugenie Hacman. În anul 1902 a fost deschisă prima școală a satului.
După Unirea Bucovinei cu România la 28 noiembrie 1918, satul Suceveni, de asemenea, intră în componența României, în cadrul Plasei Flondoreni a județului Storojineț cu o populație majoritar română. În perioada interbelică, în sat se înființează o filială a Societății Pentru Cultura și Literatura Română din Bucovina. De asemenea, în această perioadă se construiește și o fabrică de cherestea. În anul 1922, directorul G. Dașchevici dispune extinderea clădirii școlii. 
La 28 iunie 1940, în urma Pactului Ribbentrop-Molotov din (1939), Bucovina de Nord a fost anexată de către U.R.S.S. După ocuparea satului de către sovietici, mai mulți săteni au încercat să plece în România. Ca urmare a zvonurilor lansate de N.K.V.D., că s-ar permite trecerea graniței cu România, la 1 aprilie 1941, un grup mare de oameni, de peste 3000 de persoane, din mai multe sate de pe valea Siretului (Pătrăuții de Jos, Pătrăuții de Sus, Cupca, Corcești și Suceveni), purtând în față un steag alb și însemne religioase (icoane, prapuri și cruci din cetină), au format o coloană pașnică și s-au îndreptat spre noua graniță dintre U.R.S.S. și România. În poiana Varnița, la circa 3 km de graniță, grănicerii sovietici îi așteptau ascunși în pădure de unde au tras, cu mitralierele, în coloana de oameni. Supraviețuitorii au fost urmăriți de cavaleriști și sfârtecați cu sabia. Cei care au scăpat masacrului au fost arestați de N.K.V.D. din Adâncata și, după torturi înfiorătoare, au fost duși în cimitirul evreiesc al acestui orășel și aruncați, de vii, într-o groapă comună peste care au turnat și au stins var. Conform listelor întocmite mai târziu, cinci persoane din Suceveni au cazut victime ale acelui Masacru de la Fântâna-Albă. Aceștia sunt: Dragoș Bostan, Constantin Sucevean, Titiana Lipăștean, Gheorghe Sidoreac etc. . 
Bucovina de Nord a reintrat în componența României în perioada 1941-1944. În anul 1944, a fost reocupată de către U.R.S.S. și integrată în componența R.S.S. Ucrainene. Autoritățile sovietice, în anul 1946, au schimbat denumirea satului din Suceveni în Șiroka Poliana. În anul 1944 se redeschide școala din sat care, în 1974, devine școală medie. 
Începând cu anul 1991, satul Suceveni face parte din raionul Adâncata a regiunii Cernăuți a Ucrainei independente. La recensământul din 1989, majoritatea locuitorilor din sat s-au declarat români . 
Prin Decizia nr. 133 din 2 martie 1995, Rada Supremă a Ucrainei a schimbat denumirea satului din Șiroka Poliana în Suceveni, denumire purtată anterior. . În prezent, satul are 1.661 locuitori, preponderent de naționalitate română.

## Demografie
Componența lingvistică a localității Suceveni
     Română (88,08%)
     Ucraineană (11,08%)
     Alte limbi (0,84%)
Conform recensământului din 2001, majoritatea populației localității Suceveni era vorbitoare de română (88,08%), existând în minoritate și vorbitori de ucraineană (11,08%).
2007: 1.661 (estimare)

### Recensământul din 1930
Componența etnică a comunei Suceveni (județul Storojineț)
     Români (96,67%)
     Evrei (3,23%)
     Polonezi (0,1%)
Componența confesională a comunei Suceveni
     Ortodocși (96,67%)
     Romano-catolici (0,1%)
     Mozaici (3,23%)
Conform recensământului efectuat în 1930, populația comunei Suceveni se ridica la 1.021 locuitori. Majoritatea locuitorilor erau români (96,67%), cu o minoritate de evrei (3,23%) și una de polonezi (0,1%). Din punct de vedere confesional, majoritatea locuitorilor erau ortodocși (96,67%), dar existau și mozaici (3,23%) și romano-catolici (0,1%).

## Personalități originare  din sat
- Ion Dan (1845-1893) - fost preot.
- Vasile Hrincu (n. 1884) - fost avocat, membru al curții de jurați din Cernăuți.
- Vasile Sucevan-Ursu (n. 1885) - fost avocat.
- Grigore Sucevan (Truță) (n. 1910) - fost preot în localitatea Prisăcăreni.
- Ion Amarie (1927-1998), a fost primul paroh în Suceveni, originar din acest sat.
- Vasile Suceveanu (1944-2012) - fost matematician, cofondator al revistei Foaie Matematică din Chișinău.
- Arcadie Suceveanu (n. 1952) - scriitor, stabilit în Chișinău, Republica Moldova.
- Vitalii Ciobotari (n. 1976) - licentiat in Drept. În prezent este tehnician în sala de intervenții chirurgicale din cadrul Wilhelminenspital der Stadt, Viena, Austria.
- Alexandru Frătăucean - profesor de matematică, fost director de școală în localitatea Cupca.
- Lazăr Sucevan - jurist și notar, stabilit la Putna, România.
- Vasile Nicolaescu - colonel de miliție.